# Florvågskjeret
Florvågskjeret est une île norvégienne dans le comté de Hordaland. Elle appartient administrativement à Florvåg.

## Géographie
Rocheuse et couverte d'une légère végétation, à fleur d'eau, elle s'étend sur environ 160 m de longueur pour une largeur équivalente.